# Cavillargues
 Cavillargues  es una población y comuna francesa, situada en la región de Languedoc-Rosellón, departamento de Gard, en el distrito de Nimes y cantón de Bagnols-sur-Cèze.

## Demografía
| 525 | 510 | 445 | 492 | 601 | 645 | 744 | 772 | 806 |
| Para los censos de 1962 a 1999 la población legal corresponde a la población sin duplicidades (Fuente: INSEE [Consultar]) |     |     |     |     |     |     |     |     |